# Coristanco (parroquia)
Coristanco (llamada oficialmente San Paio de Coristanco) es una parroquia española del municipio de Coristanco, en la provincia de La Coruña, Galicia.

## Entidades de población
Entidades de población que forman parte de la parroquia:
- As Tarandeiras
- Baiordo
- Carrizal (O Carrizal)
- Centiña
- Codeseiras (As Codeseiras)
- Esfarrapa (A Esfarrapa)
- Fornelos
- Furoca (A Furoca)
- Midón
- Outeiro Xaviña (O Outeiro de Xaviña)
- Ponte Pequena (A Ponte Pequena)
- Rabuxenta (A Rabuxenta)
- Riomouro (O Riomouro)
- San Payo (San Paio)
- Vilarello
- Vilartrigueiro
- Zanfogas
- A Costa do Carrizal
- A Feira Nova
- A Freiría
- O Outeiro de Baiordo
- O Portorregueiro de Fóra

## Demografía
| Gráfica de evolución demográfica de Coristanco entre 2000 y 2019 |
|                                                                  |
| Datos según el nomenclátor publicado por el INE.                 |